# Theodor von Guérard

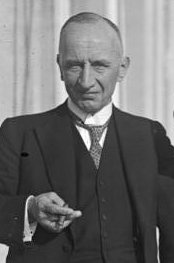
Karl Theodor von Guérard (1928).

Karl Theodor von Guérard, född 29 december 1863, död 21 juni 1943, var en tysk politiker och jurist.
Guérard var från 1920 medlem av riksdagen (för Centrumpartiet). 28 juni 1928-28 februari 1929 var han minister för de besatta områdena och samtidigt trafikminister. Från 10 april 1929 var han justitieminister i Hermann Müllers andra regering. I den därefter följande regeringen under Heinrich Brüning var han mars 1930- oktober 1931 trafikminister.